# Vana-Jõgeva
Vana-Jõgeva est un village de la commune de Jõgeva du comté de Jõgeva en Estonie.
Au 31 décembre 2011, il compte 87 habitants.